# Classe Admiralen
La classe Admiralen est une classe de huit destroyers construite pour la Marine royale néerlandaise (Koninklijke Marine) après la Première Guerre mondiale.

Les navires forment deux sous-classes Van Ghent et Van Galen.

## Histoire
Les navires ont été construits dans des chantiers navals néerlandais avec l'assistance du leader britannique Yarrow Shipbuilders Limited. Cette classe est basée sur le destroyer britannique HMS Ambuscade (D38) et l'armement provient de la compagnie suédoise Bofors.
Un hydravion pour la reconnaissance équipait chaque navire mais sans catapulte, l'avion étant mis puis récupéré à la mer par une grue.

## Service
Les huit destroyers ont servi durant la Seconde Guerre mondiale où sept ont été perdus au combat. Ils portaient les noms d'anciens amiraux de la marine néerlandaise.

## Les unités
Sous-classe Van Ghent :
| N° Coque | Nom                          | Chantier naval                                       | Quille       | Lancement        | Mis en service   | Fin de carrière            | Photo |
| -------- | ---------------------------- | ---------------------------------------------------- | ------------ | ---------------- | ---------------- | -------------------------- | ----- |
| GT ex-DR | HNLMS Van Ghent ex-De Ruyter | De Schelde Flessingue                                | 28 août 1925 | 23 octobre 1926  | 31 mai 1928      | détruit le 15 février 1942 |       |
| EV       | HNLMS Evertsen               | Burgerhout's Scheepswerf en Machinefabriek Rotterdam | 5 août 1925  | 29 décembre 1926 | 18 avril 1928    | coulé le 1er mars 1942     |       |
| KN       | HNLMS Kortenaer              | Burgerhout's Scheepswerf en Machinefabriek Rotterdam | 24 août 1925 | 30 juin 1927     | 3 septembre 1928 | coulé le 27 février 1942   |       |
| PH       | HNLMS Piet Hein              | Burgerhout's Scheepswerf en Machinefabriek Rotterdam | 26 août 1925 | 2 avril 1927     | 25 janvier 1928  | coulé le 19 février 1942   |       |

Sous-classe Van Galen :
| N° Coque | Nom                 | Chantier naval                                       | Quille       | Lancement         | Mis en service   | Fin de carrière          | Photo |
| -------- | ------------------- | ---------------------------------------------------- | ------------ | ----------------- | ---------------- | ------------------------ | ----- |
| VG       | HNLMS Van Galen     | Wilton-Fijenoord Rotterdam                           | 28 mai 1927  | 28 juin 1928      | 22 octobre 1929  | coulé le 10 mai 1940     |       |
| WW       | HNLMS Witte de With | Wilton-Fijenoord Rotterdam                           | 28 mai 1927  | 11 septembre 1928 | 20 février 1930  | coulé le 2 mars 1942     |       |
| BK       | HNLMS Banckert      | Burgerhout's Scheepswerf en Machinefabriek Rotterdam | 15 août 1928 | 14 novembre 1929  | 14 novembre 1930 | détruit en 1949          |       |
| VN       | HNLMS Van Nes       | Burgerhout's Scheepswerf en Machinefabriek Rotterdam | 15 août 1928 | 20 mars 1930      | 12 mars 1931     | coulé le 17 février 1942 |       |